# Humán 9-es kromoszóma
- A 9-es kromoszóma egy a 24-féle humán kromoszóma közül. Egyike a 22 autoszómának.

## A 9-es kromoszóma jellegzetességei
- Bázispárok száma: 138 429 268
- Gének száma: 919
- Ismert funkciójú gének száma: 778
- Pszeudogének száma: 309
- SNP-k (single nucleotide polymorphism = egyszerű nukleotid polimorfizmus) száma: 449 980

## A 9-es kromoszóma génjei
- abl
- 9q34.1

## A 9-es kromoszómához kapcsolódó betegségek
Az O.M.I.M rövidítés az Online Mendelian Inheritance in Man, azaz Mendeli öröklődés emberben adatbázis oldalt jelöli, ahol további információ található az adott betegségről, génről.

| Patológia                                   | Öröklődés | OMIM   | Lokusz    | Gén             | A gén által kódolt fehérje                 |
| ------------------------------------------- | --------- | ------ | --------- | --------------- | ------------------------------------------ |
| Friedreich-ataxia                           | Recesszív | 229300 | q13       | FRDA            |                                            |
|                                             |           |        |           |                 |                                            |
| Fukuyama-szindróma                          | Recesszív | 253800 | q31       | FCMD            |                                            |
| Walker-Warburg-szindróma                    | Recesszív | 236670 | q34.1     | POMT1           | O-mannozid N-acetilglükózaminiltranszferáz |
| Sclérose tubéreuse de Bourneville           | Domináns  | 191900 | q34       | TSC1            | Hamartine                                  |
| Holoproencephalia                           |           |        |           | PTCH            |                                            |
| Dystrophie musculaire des ceintures Type 2H | Recesszív | 254110 | q31-q34.1 | TRIM32'         |                                            |
| Surdité non syndromique                     | Domináns  |        |           |                 |                                            |
| Citrullinémia                               | Recesszív | 215700 | q34       | ASS OMIM 603470 | Argininoszukcinát szintetáz                |
|                                             |           |        |           |                 |                                            |
|                                             |           |        |           |                 |                                            |
|                                             |           |        |           |                 |                                            |
|                                             |           |        |           |                 |                                            |
|                                             |           |        |           |                 |                                            |
|                                             |           |        |           |                 |                                            |
|                                             |           |        |           |                 |                                            |

## Lásd még
- Kromoszóma
- Genetikai betegség
- Genetikai betegségek listája